# بطل الاتحاد السوفيتي

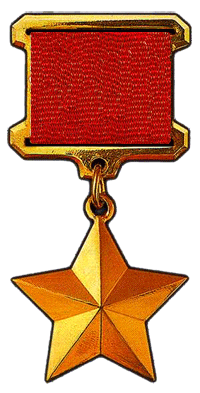
وسام بطل الاتحاد السوفيتي

بطل الاتحاد السوفيتي (بالروسية: Герой Советского Союза؛ جيروي سايڨتسكڤا سايوزا) كان أعلى وسام في الاتحاد السوفيتي، منح لمجموعات وأشخاصا منفردين قدموا خدمات جليلة للمجتمع والدولة السوفيتية. مجموع الأوسمة التي مُنحت هو 12,775 وسامًا، مُنح أولها في 16 أبريل 1934، وآخرها في 20 ديسمبر 1991.

## بعض من نال اللقب
- مرة واحدة
  - Rouslan Aouchev
  - يوري جاجارين
  - Valentina Grizodoubova
  - Anna Iegorova
  - ميليتون كنتاريا
  - Vladimir Konovalov
  - Zoïa Kosmodemianskaïa
  - نيقولاي غيراسيموفيتش كوزنيتسوف
  - Alexandre Marinesko
  - Nikolai Melnik
  - أوتو شميدت
  - ريخارد زورغه
  - فالنتينا تريشكوفا
  - Evgueni Tolstikov
  - فاسيلي زايتسيف
  - Ievgueni Pepeliaïev
  - ناتاليا ميكلين
  - Наталья Мекли
- مرتان
  - إيفان باغراميان
  - Sydir Kovpak
  - Amet-Khan Soultan
  - Ivan Papanine
  - سيميون تيموشينكو
- 3 مرات
  - Semion Boudienny
  - Ivan Kojedoub
  - ألكسندر بوكريشكين
- 4 مرات
  - ليونيد بريجنيف
  - غيورغي جوكوف
- الأجانب
  -  أفغانستان : عبد الأحد مومند
  -  الجزائر : أحمد بن بلة
  -  بلغاريا : Georgi Ivanov
  -  كوبا : فيدل كاسترو
  -  كوبا : Arnaldo Tamayo Méndez
  -  جمهورية التشيك : Josef Buršík
  -  جمهورية التشيك : Otakar Jaroš
  -  جمهورية التشيك : Ján Nálepka
  -  جمهورية التشيك : Vladimir Remek
  -  جمهورية التشيك : Antonín Sochor
  -  جمهورية التشيك : لودفيك سفوبودا
  -  جمهورية التشيك : Stěpan Vajda
  -  جمهورية التشيك : Richard Tesařík
  -  مصر : جمال عبد الناصر
  -  مصر : عبد الحكيم عامر
  -  فرنسا : Jean-Loup Chrétien
  -  فرنسا : Marcel Albert
  -  فرنسا : Jacques André (طيار)
  -  فرنسا : Roland de La Poype
  -  فرنسا : Marcel Lefevre
  -  ألمانيا الشرقية : إريش هونيكر
  -  ألمانيا الشرقية : Erich Mielke
  -  ألمانيا الشرقية : Sigmund Jähn
  -  ألمانيا الشرقية : فالتر أولبريشت
  -  المجر : Bertalan Farkas
  -  الهند : Rakesh Sharma
  -  منغوليا : Jugderdemidiin Gurracha
  -  بولندا : Mirosław Hermaszewski
  -  إسبانيا : Ramón Mercader
  -  سوريا : محمد فارس
  -  فيتنام : Phạm Tuân